# هارزویلارنس
هارزویلارنس (به هلندی: Haarzuilens) یک منطقهٔ مسکونی در هلند است که در اوترخت واقع شده‌است. هارزویلارنس ۵۳۴ نفر جمعیت دارد.